# SLIME

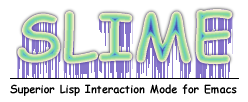
SLIME Logo

SLIME (англ. Superior Lisp Interaction Mode for Emacs — Найкращий Інтерактивний Режим Lisp для Emacs) — режим Emacs для розробки програм на Common Lisp. SLIME бере свій початок від режиму Emacs, що називався SLIM, який написав Eric Marsden і який розвивали як проект з відкритим кодом Luke Gorrie та Helmut Eller. Понад 100 Lisp-програмістів  зробили свій внесок у код SLIME, відтоді, як проект стартував у 2003. SLIME використовує бекенд (серверну частину), що називається SWANK, яка завантажується в Common Lisp. Клієнтська частина, інтегрована в Emacs, написана на Emacs Lisp.
SLIME працює з наступними реалізаціями Common Lisp:
- CMU Common Lisp (CMUCL)
- Scieneer Common Lisp
- Steel Bank Common Lisp (SBCL)
- Clozure CL (колишній OpenMCL)
- LispWorks
- Allegro Common Lisp
- CLISP
- Embeddable Common Lisp (ECL)
- Armed Bear Common Lisp (ABCL)

Деякі реалізації інших мов програмування також використовують SLIME:
- Clojure
- GOO
- Kawa, реалізація Scheme для JVM
- MIT Scheme
- Scheme48

Також існують клони SLIME:
- SOLID для Objective Caml